# USS LST-1011
O USS LST-1011 foi um navio de guerra norte-americano da classe LST que operou durante a Segunda Guerra Mundial.